# Leontios

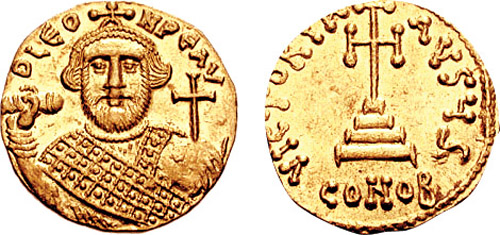
En solidus med Leontios bild.

Leontios (grekiska: Λεόντιος), död 705, var kejsare över det Bysantinska riket 695–698.
Leontios störtade 695 Justinianus II, som han lät stympa. Därmed inleddes en 20-årig anarki, varunder hären upprepade gånger av- och tillsatte kejsare. Under Leontios regeringstid förlorades Afrika till araberna. Leontios störtades av Apsimaros och stympades.